# Macaca nigrescens
Macaca nigrescens é Macaco do Velho Mundo da subfamília Cercopithecinae. É endêmico das ilhas Celebes, na Indonésia.